# Словенски апокрифи
Словенски апокрифи, обједињени у народну библију Палеју (грч. παλαιός — древно, старо), неканонски су списи апокрифне тематике на старословенском језику. У оквиру апокрифних дела се могу разликовати различити жанрови попут поезије, прозе, посланица, молитви, бајалица, дијалога. Неканонско хришћанство које Палеја проповеда је богумилство.
Индекси забрањених књига су једнодушни у односу према апокрифима, као лажљивим писањима којима јеретици заблуђују прост народ. Али у пракси, забрана није никад могла бити потпуно спроведена, јер индекси нису толико преписивани да би стигли до сваког најудаљенијег манастира и до сваког преписивача. Многи преводиоци „заведени“ библијском тематиком дела, нису ни сумњали да су преписи које чине забрањени. Неки апокрифи не садрже ништа противцрквено (нпр: Протојеванђење Јаковљево), па је и сама црква била снисходљива према њима. Има случајева да се чак и у самој цркви, на фрескама и у дуборезу, налазе апокрифни мотиви.
Сем главне Палеје, апокрифи су се преписивали и сабирали у посебне књиге, апокрифне зборнике, као што је Зборник попа Драгоља из 13. века, нађен у селу Враки у околини Скадра. Свети Сава је 1219. у Номоканону (Законоправилу, Крмчији) навео попис канонских књига, како би спречио употребу апокрифних рукописа.

## Настанак
Словенима на Балкану грчка апокрифна литература стиже из Византије, а два најзначајнија средишта словенске писмености су били Охрид и Преслав, у којима настаје црквена, полимичка, филозофска, историјска литература, као и поезија и књижевност. Примера ради, само је Климент у Македонији за седам година описменио око 3 500 хиљаде ученика. Климент Охридски је уједно један од првих словенских писаца, који се служио темама из апокрифне литературе. У свом писању о Јовану Крститељу он се служи описима који се не налазе у канонским књигама, већ само у Протојеванђељу Јаковљевом.
Још од почетка словенске писмености, апокрифна литература заузима веома важно место. Време њеног процвата се сматра крај IX и початак Х века. У зборнику цара Симеона састављеном почетком 10. века наводи се индекс канонских и апокрифних књига, у коме има око 25 наслова апокрифа. Следећих неколико векова, број апокрифних дела се непрестано повећава, па се укупан број словенских апокрифа процењује на око 120 наслова.
Поред ћириличних, постоје и старословенски глагољски апокрифи. Настали су за време покрштавања Словена, а од познатијих су „Књига Енохова“ и „Живот Адама и Еве“.

## Познати словенски апокрифи
У средњовековној српској и словенској књижевности су најпознатије следеће апокрифне књиге:
Апокалиптичне књиге:
- Књига Енохова (потиче из 2. века пре Христа; код нас је преведена млађа верзија из 1. века са хришћанским додацима позната као Словенски Енох)
- Књига Варухова (из 2. века; превод са грчког)
- Књига Аврамова (из 1. века; разговор о душама који се води између Аврама и арханђела Михајла, од којих једне иду у рај, а друге у пакао)

Легенде — новеле:
- Живот Адама и Еве (из 1. века; говори о животу Адама и Еве у рају; постојала је краћа и дужа верзија)
- Мучеништво Јеремијино (јеврејска књига са хришћанским додацима)
- Виђење пророка Исаије (из 3. века пре Христа; превод са грчког; описује се будуће рођење и страдање Христово)

Новозаветни апокрифи:
- Протојеванђеље Јаковљево (из 2. века)
- Јеванђеље младенства (о Исусовој младости)
- Јеванђеље Никодимово
- Легенда о Авгару (из 3. века)
- Апокрифна дела
- Виђење апостола Павла
- Виђење Богородичино
- Други долазак Христов

## Богумилски списи
Богумили су имали знатног утицаја на старословенску преводилачку књижевност средњег века. Они су преводили и изучавали библијске књиге, а посебно јеванђеља, која су многи од њих знали напамет. Поред тога, они су преводили на старословенски језик и апокрифне библијске књиге, које су у X, XI и XII веку биле у највећем поштовању. Василије Доктор, богумилски старешина, говорио је да поседује изворни текст Светог писма који није уређивао Јован Златоусти. Богумилски списи су се ширили све до Енглеске и севера Русије.
Када је држава Стефана Немање започела прогон богумила у Рашкој, нису биле поштеђене ни њихове књиге, које су спаљиване на гомилама. Тако су српске апокрифне књиге, углавном брзо, биле уништене. Ипак, разни сачувани преписи Новог завета се сматрају богумилским. Неки проналазе богумилски утицај у минијатурама Мирослављевог јеванђеља. Хумски кнез Мирослав, наручилац јеванђеља, је био ожењен рођеном сестром бана Кулина.
Године 2000. пронађен је Новгородски кодекс, збирка апокрифних списа, превода и оригиналних словенских дела, који сведочи о присуству богумилског или сличног дуалистичког учења у области Новгорода на прелазу из X у XI век.

### Тајна књига
Од богумилске литературе је сачувана само „Тајна књига“, позната и као „Испитивање Јованово“ (Interrogatio Iohannis), написана у 11. или почетком 12. века. Спис је сачуван у две латинске верзије, од којих је једна у архиви инквизиције у Каркасону (Француска), а друга у Бечу. Сматра се да те верзије нису оригиналне, већ представљају превод са словенског извора. Тајну књигу први спомиње италијан Рајнер Сакони, који каже да је она била пренесена око 1190. године из Бугарске и предата на превођење Назарију, епископу катарске општине у Конкорецу (близу Милана). Други латински превод који се чува у Националној библиотеци у Бечу, се сматра да потиче из босанског словенског рукописа, на основу маргиналије у којој се спомиње Босна. Истраживања показују да се дело заснива на текстовима неколико старијих апокрифа: Апокрифне апокалипсе Јована Богослова, Отривења Варуховог, Повести о крсном дрвету и Књизи Еноховој.

## Писци словенских апокрифа
Највећи број писаца апокрифа су били свештеници због чињенице да су били писмени људи који су познавали како канонске црквене књиге, тако и разне апокрифе, које су често преписивали и тумачили.

### Поп Богомил
У индексу забрањених књига, сачуваном у руском зборнику из XVI века, поп Богомил је наведен као аутор јеретичких књига у Бугарској, заједно са другим писцима. У другом индексу, који је саставио руски митрополит Зосим (1490—1494) се спомиње поп Богомил као учитељ попа Јеремије, такође писца апокрифа. У трећем индексу, састављеном у XVI веку, имена попа Јеремије и попа Богомила су дата једно уз друго. У четвртом индексу поп Богомил је наведен као аутор апокрифа „Прича о крсном дрвету", што је вероватно погрешно, јер се писцем сматра поп Јеремија. Ови руски индекси показују да поп Богомил није био само проповедник, већ и писац словенске апокрифне литературе.

### Поп Јеремија
Поп Јеремија је био свештеник, мислилац и писац који је живео у Бугарској крајем 10. века. Превео је многе грчке апокрифне текстове на старословенски језик. Аутор је многих неканонских хришћанских текстова од којих су сачувани “Прича о крсном дрвету” и “Молитва против грознице”. Неки истраживачи га сматрају учеником попа Богумила, или га поистовећују са самим Богумилом, док други доказују да у списима попа Јеремије нема ничег богумилског.

### Поп Драгољ
Један од најпознатијих религиозних писаца свог времена, презвитер Василије, познатији као поп Драгољ („многогрешни презвитер, јеретик и богумил, назван поп Драгољ“), оставио је за собом читав зборник апокрифних књига.